# Величко, Василий Львович
Васи́лий Льво́вич Вели́чко (2 [14] июля 1860 — 31 декабря 1903 [13 января 1904]) — русский поэт, публицист, общественный и политический деятель консервативно-монархических взглядов; один из ранних представителей черносотенного движения.

## Биография и творчество
Родился в уездном городе Прилуки Полтавской губернии в семье помещиков; его называют прямым потомком по мужской линии казацкого летописца Самойла Величко. Но согласно историческим исследованиям Самойло Величко не был женат и не имел семьи. Прилукские помещики Величко вели свою родословную от Якова Величко, I-го полкового есаула Прилукского полка (1742—1764), а затем подкомория Прилукского уезда. Детские годы провёл на хуторе Вернигоровщина, служившем родовым имением семьи Величко. С 1870 года учился в Киевском пансионате Даниэля. Окончил Училище правоведения в Санкт-Петербурге в 1883 году, служил в Министерстве юстиции и Министерстве государственных имуществ.
В молодые годы был близок к либеральным литературно-художественным кругам. С 1880 г. публикует свои стихи (иногда под псевдонимом В. Воронецкий) сначала в «Живописном обозрении», «Труде», «Свете», «Новом времени», «Ниве», в либеральных изданиях «Неделя» и «Книжки Недели», «Русская мысль», «Северный вестник», «Вестник Европы», а затем в виде сборников — «Восточные мотивы» (1890), «Стихотворения для детей» (1894), «Из кавказских напевов» (1895). Сборник «Восточные мотивы» принёс ему известность как поэту, критика отметила «несомненное и большое поэтическое дарование автора». В 1895 году его стихи вошли в антологию «Молодая поэзия» П. П. Перцова. К этому же периоду относится и большинство романсов композиторов (Э. Длусского, С. Ляпунова и других) на стихи из сборника «Восточные мотивы».
Помимо поэзии Василия Величко увлекали прозаические опыты: он писал повести и рассказы («Нежданчик», «Записки Духа»), создал несколько произведений для сцены — «Душегубка», «Две милостыни», «Первая муха» (Грибоедовская премия), «Потомок Дон-Жуана» (1900), «Нефтяной фонтан» и др., драму в стихах «Меншиков». В настоящее время творчество Величко забыто, кроме стихотворения «Прилив», которое было положено на музыку и иногда исполняется как романс.
Зимой 1890—1891 года Величко познакомился и подружился с русским философом и богословом Владимиром Соловьёвым, в 1902 году после его смерти опубликовал биографию «Владимир Соловьёв. Жизнь и творения», основанную на личных воспоминаниях и вскоре переизданную.
Был вдохновителем кружка писателей, существовавшего на рубеже 1880-х — 1890-х годов в Петербурге, который собирался у Марии Георгиевны Муретовой, его двоюродной сестры, по иным сведениям, его жены. В него входили выдающиеся писатели и художники: Николай Лесков и Даниил Мордовцев, Илья Репин и Николай Каразин, учёные Александр Веселовский и Александр Ладыженский.
Некоторые произведения кавказского периода написаны Величко совместно с Марией Муретовой (литературный псевдоним Мария Маро). В это время появляются его стихотворные переложения из Микеланжело, переводы персидских поэтов (Омара Хайяма, Хафиза), а также тюркских и грузинских поэтов (А. Р. Церетели, И. Г. Чавчавадзе, Р. Д. Эристов). Резко негативно об этих переводах Величко отзывался Корней Чуковский. По его мнению, при переводе на русский язык стихотворных произведений поэт старался избавиться от национальных черт, присущих культуре, к которой принадлежал автор оригинала: «Было похоже, что он специально заботился, чтобы в его переводах с грузинского не было ни единой грузинской черты… Основа такой установки — презрительное отношение к народу, создавшему этих поэтов». Поэтические переводы Величко Чуковский характеризовал как «банальные вирши», написанные на «гладеньком бесстильном, общеромансовом, альбомно-салонном языке».
Н. С. Лескова в Величко раздражала идейная всеядность: «Я не понимаю <…>, как может В. Л. Величко одновременно писать прекрасные стихи и мне, и кронштадтскому священнику, увлекаясь исключительно лирикой и слогом стиха». В то же время Лесков так отзывался о Величко в письме М. О. Меньшикову: «В. Л. Величко самый новый и самый совершенный представитель современного литературного деятеля. Он гораздо сложнее и „интереснее“ всех, кого вы называете „интересными“». В письме Б. М. Бубнову от 4 сентября 1891 Лесков писал: «Посмотри в июльской книжке „Северного вестника“ стихи Величко „из Омара Хаяма“. Как он хорошо стал писать и как умно выбирает, что писать. Во втором отделе № IV и V просто превосходны. Какая прелесть!» Сын Лескова также свидетельствует о неоднократных спорах отца с Величко о Льве Толстом. Вскоре, однако, Лесков изменил своё мнение о творчестве Величко: «Он профанирует поэзию! Воспевая сильных мира сего, он хочет сделать себе карьеру в чиновничьей сфере».
Владимир Соловьёв, однако, высоко ценил поэтическое мастерство Величко: «Мне приходит в голову: философично ли я поступаю, предлагая публике свои стихотворные бусы, когда существуют у нас: алмазы Пушкина, жемчуг Тютчева …бирюза Голенищева-Кутузова, кораллы, яшма и малахиты Величко?». Однако Андрей Белый свидетельствует, что оценка Вл. Соловьёва не была столь однозначна. В своих мемуарах «На рубеже двух столетий» он цитирует ядовитый каламбур философа о Василии Величко, который после поездки в Испагань перестал появляться у него в гостях, то есть, по мысли Белого, Величко, ставший сотрудником консервативной газеты «Новое время», с точки зрения Владимира Соловьёва, обыгравшего топоним Исфахан, «испоганился».
Лев Толстой относился к стихотворениям Величко, как и к поэзии 1890-1900-х годов в целом, отрицательно, однако в 1901 г. назвал его имя в ряду с Брюсовым и Бальмонтом как представителей этого поколения: «В русской поэзии, например, после Пушкина, Лермонтова (Тютчев обыкновенно забывается), поэтическая слава переходит к Некрасову, к Алексею Толстому, Надсону, потом к Апухтину, потом уже всё мешается, и являются Брюсовы, Бальмонты, Величко и им же имя легион, которые даже не знают, что такое поэзия и чего им надо стремиться достигнуть» (черновые редакции предисловия к роману В. Поленца «Крестьянин», Полное собрание сочинений, том 34, с. 520—530).
На рубеже веков Величко принял участие в собраниях поэтического кружка К. К. Случевского «Пятница», в издании «пятничного» альманаха «Денница» опубликована его пьеса «Потомок Дон-Жуана».

## Величко в последние годы жизни
В середине 1890-х Величко прекращает сотрудничество с либеральной прессой. Как отмечал П. П. Перцов, «из космополита школы Стасюлевича он стал… националистом школы Каткова». Все свои последующие суждения о межэтнических отношениях на Кавказе и о кавказских интересах России Величко высказывал уже как убеждённый сторонник монархизма и твёрдой государственной власти. В 1897 году он становится главным редактором официозной тифлисской газеты «Кавказ». По выражению «Нового энциклопедического словаря Брокгауза и Ефрона», газету он «сразу повёл в духе боевого национализма и ожесточённого армянофобства». Подобная деятельность вызвала резкие протесты, и в 1899 году Величко был вынужден покинуть свой пост и уехать в Петербург. Как писала консервативная пресса, «он слишком близко принял к сердцу кавказские злобы дня, пылко ринулся на их обличения и проиграл в этой борьбе». В защиту Величко выступил А. С. Суворин, который, в частности, оправдывал турецкую политику по отношению к армянам, исходя из своих представлений о русских геополитических интересах: «Для России русский печной горшок дороже, чем весь „армянский вопрос“, для которого не желаем жертвовать даже этим горшком… Сколько режут, режут армян и никак не вырежут… точно их непочатый край», — цинично писал Суворин.
В Петербурге Величко стал одним из организаторов «Русского собрания» (среди его членов были, в частности, В. М. Пуришкевич и В. А. Грингмут, который участвовал в разработке программы общества и находился в оживлённой переписке с Величко ).
C 1902 года Величко стал соредактором «Русского вестника», в котором до этого публиковал лишь свои стихи, а с началом редакторства под заглавием «Русские речи» помещал публицистические статьи националистического и шовинистического содержания («Инородцы и окраины», «Роковой вопрос», «Сионизм», «Исход» — в последних трёх, по словам современного единомышленника Величко, «была сформулирована черносотенная концепция решения еврейского вопроса»).
Политическое кредо Величко выражалось словами: «Православие, Самодержавие и Народность… суть такая же жизненная истина для России, как крылья для птицы, как воздух для тех, кто дышит».
Перед смертью Величко, по свидетельству очевидца, говорил друзьям: «Думайте о благе России, царя и народа!.. Душа царя — душа народа! Он Божий ставленник, живая связь народа с Богом!.. Народ не виноват в пороках русской интеллигенции. На крыльях его духа Россия вознесётся над миром!.. Уходите в деревню! Там будут выработаны формулы, которые победоносно выведут Россию на истинный путь!».
Сам Величко следующим образом обозначил свой культурный идеал: «Пусть каждый, вступающий в священный храм литературы, скажет себе: „Не хочу быть ярким электрическим фонарем на дверях растленного кафешантана. Я предпочитаю быть еле видной восковой свечечкой пред алтарём моей святыни!!!“».
Величко состоял в браке с баронессой Марией Александровной фон Дольст (1858–1924), дети: дочь Анастасия (1884–?); сын Андрей (1886–1922).
Умер Величко в Санкт-Петербурге в канун нового 1904 года по старому стилю от воспаления лёгких и был похоронен 24 августа 1904 года на хуторе Вернигоровщина в родовой усыпальнице (разрушена в советский период). В 2013 году на месте усыпальницы был установлен памятный знак.

## Национализм и шовинизм в публицистике Величко

### Отношение Величко к Армении и армянскому народу
В конце XIX века рост армянского самосознания в Закавказье начал входить в противоречие с ассимиляционной государственной политикой Российской империи. Князь Г. С. Голицын, назначенный в 1896 году новым главноначальствующим Кавказской администрации, решительно сменил прежний курс администрации, благоприятствовавший армянам, резко сократил численность чиновников-армян, заменив их мусульманами. Голицын, в частности, был известен у современников обещанием добиться, что «единственным армянином в Тифлисе будет чучело армянина в Тифлисском музее!». При Голицыне были закрыты некоторые армянские общественные организации, резко сужена деятельность благотворительных обществ, ужесточена цензура в отношении армянских периодических изданий, а некоторые из них были закрыты, подвергались преследованиям многие деятели армянской культуры. Антиармянская кампания, развернувшаяся в официально-бюрократических и националистических кругах России, способствовала подъёму русского великодержавного шовинизма и армянофобии. Величко, который в 1897 году возглавил тифлисскую газету «Кавказ», своими публикациями обеспечивал идеологическое обоснование этой кампании. Его деятельность на этом посту квалифицировалась в либеральных кругах как явно провокационная, разжигающая национальную рознь, проповедующая армянофобию.
В своих публикациях Величко противопоставлял армян как нацию, «вредную» для «русского дела на Кавказе», грузинам и азербайджанцам — их он считал проводниками русского влияния, особенно грузин, которые, согласно Величко, были основными союзниками русских на Кавказе и должны были служить продвижению российской политики, заключающейся в увеличении количества и влияния русских на Кавказе. Грузины, согласно Величко, связаны с русскими общностью религии, историей и общим государственным идеалом; обвинения грузин в сепаратизме он отрицает, считая сепаратистские проявления лишь результатом ошибок русской администрации: «Грузины любят с убеждением выдвигать слово верноподданный, что означает на кавказском символическом языке исповедание преданности Государю, но нежелание подчиняться кавказским властям». Азербайджанцы же являются «стихийными сторонниками неограниченной власти, сильной и патриархально-справедливой», и потому «стихийно, органически сочувствуют … государственности и … идее неограниченной монархии».
Кроме этого, Величко был заинтересованным сторонником изучения ислама: 

«К вопросу об исламе мы доселе относимся некультурно. Мусульмане в нашем государстве занимают первое место после русских, а у нас даже не существует перевода книги Le Coran analyse, являющейся настольною для всякого французского чиновника в северной Африке. Нет сколько-нибудь серьёзных и беспристрастных самостоятельных исследований, которые бы помогли нашим служилым людям, имеющим дело с мусульманами, вникнуть в главный источник миросозерцания этих последних. Сказать по правде, покуда и не для кого писать такие книги, так как чиновники наших азиатских захолустий поглощены другими интересами». — В. Л. Величко, «Кавказ. Русское дело и междуплеменные вопросы».
Армянам же, которых Величко относил к «инородным обособляющимся злым силам», он отводил роль корыстных общекавказских эксплуататоров. По мнению современного сторонника черносотенных идей А. Д. Степанова, опубликованному в книге «Чёрная сотня» и высказанному на страницах националистического издания «Вестник русской линии», Величко столкнулся на Кавказе «с враждебной русскому делу, хорошо организованной и мощной армянской плутократией, сросшейся с продажным чиновничеством. И новый редактор русской газеты объявил войну могущественной мафии. Три года длилась эта борьба. Но силы были слишком неравные… К тому времени он нажил себе немало влиятельных врагов из числа коррумпированной бюрократии».
Антиармянские публикации Величко перепечатывались в газете «Иверия», редактором которой в тот период был Илья Чавчавадзе. Величко играл на чувствах грузинских националистов, что вызвало резкое неприятие кавказских либералов и социалистов, протестовавших против подобной расистской риторики. С точки зрения Величко армяне были виновны в том, что они хотели конституцию для России, с его точки зрения это было отвратительно и «только нерусские хотят конституцию, так как она создаст хаос в России». Также армяне обвинялись в желании либеральных реформ в тбилисском муниципалитете. Когда руководство Тифлиса обратилось к центральной власти с предложением реформ в тбилисском политехническом институте, Величко выступил против, мотивируя это тем, что более передовые, чем грузины, армяне, получат ещё больше учебных мест в этом институте. Британский журналист Том де Ваал так характеризует взгляды Величко:

В книге «Кавказ» (1904 г.) Величко утверждал, что политическая неблагонадежность армян, как и евреев, объясняется плоской формой их черепов, и восхвалял лояльность азербайджанцев царскому режиму. «Насколько армяне и евреи, в силу расового инстинкта, нутром враждебны всякой государственности и особенно идее неограниченной монархии, настолько азербейджанцы стихийно, органически ей сочувствуют — даже мятежники, даже разбойники»
Заявляя на словах о необходимости «отделять армянскую народную массу от хищной плутократии, невежественного политиканствующего духовенства и мнимо-интеллигентных пиджачников», Величко, однако, фактически рассматривал армян как расу паразитическую и эксплуататорскую по своей природе, говорил об их «расовой склонности к торговле, ростовщичеству и вообще ненасытному стяжанию», что объяснял наличием в жилах армян еврейской крови. Соединяя армянофобию с антисемитизмом, он характеризовал их следующим образом:

Заносчивость и жестокость по отношению к слабейшим и рабское низкопоклонство перед сильными, наконец, удивительная, феноменальная способность к рекламе и ненасытное тщеславие — всё это черты еврейские, только у армян они ещё грубее и интенсивнее.

Расистские воззрения Величко основывались на том, что он считал идею «равенства индивидов и рас» «глубочайше неверной» и даже утверждал, что она якобы опровергнута наукой.
Деятельность Величко оставила настолько негативный след на Кавказе, что, выступая в Тифлисе на панихиде по Величко, известный черносотенец протоиерей Иоанн Восторгов говорил:
«Да, так много у него врагов, что даже открытые молитвенные собрания для поминовения покойного служителя русского дела не безопасны в смысле возможности… преследования за них, давления и осуждения со стороны сознательных или бессознательных врагов русского дела».
Подводя итог, можно сказать, что публицистическая деятельность Величко, вызывавшая зачастую противоположные отклики у его современников, достаточно однозначно характеризуется в научной литературе. В зависимости от взглядов критика, его характеризовали либо как автора, посвятившего делу пробуждения русского самосознания свои творческие и организаторские силы

, либо как ура-патриота, ксенофоба и шовиниста
. Публицист Г. Алибеков даже говорил о «школе человеконенавистничества, лжи и клеветы, которая формирует кадры из гг. Величко и Крушеванов», — ставя таким образом Величко в один ряд с П. А. Крушеваном, который, по мнению современников, отчасти спровоцировал своими публикациями Кишинёвский погром 1903 года. Современные российские и зарубежные академические источники, в которых рассматривается деятельность Величко, в целом согласны с этой второй точкой зрения, называя Величко шовинистом и армянофобом

, чьи рассуждения об армянской нации основываются на расистских воззрениях.

### «Еврейский вопрос»
Как указывалось, Величко во многом объединял армян с евреями. Евреев он называет «наиболее инородным из всех инородцев». По его мнению, «Вопрос о евреях в России чрезвычайно сложен и трудно разрешим, так как евреи — элемент разлагающий, противосоциальный, с точки зрения какой бы то ни было арийской государственности, особенно же русской, которая зиждется на стихийно ненавистных всякому типичному еврею православии и самодержавии Божией милостью».
Основами еврейского миросозерцания Величко считал 1) ненависть к христианству; 2) «отрицание национальной идеи в пользу „отвлеченного человека“, прикрывающего собою еврейские расовые вожделения»; 3) веру в прогресс, которая основывается на вере в предстоящее пришествие мессии, который здесь, на земле, и в земных формах должен возвеличить Израиль. С точки зрения предполагаемого стремления евреев к мировому господству Величко рассматривал и сионизм, пользовавшийся тогда симпатиями некоторых антисемитов (видевших в нём разрешение «еврейского вопроса»); Величко предостерегает от такого «сентиментального» взгляда, утверждая о связи сионизма с масонством .

## Василий Величко и современный национализм
Идеологические воззрения Величко в значительной мере разделяются современными поборниками идей русского национализма и имеют широкое хождение в организациях черносотенного толка. Публикации антиармянской направленности, принадлежащие Величко, часто цитируются и используются также в работах современных азербайджанских историков. Виктор Шнирельман отмечает, что исторические концепции современных азербайджанских историков основаны на шовинистических воззрениях Величко. На это указывают и другие академические авторы. Том де Ваал, например, пишет, что в 1990-е годы Академия наук Азербайджана выпустила шовинистический трактат Величко 30-тысячным тиражом. Академические публикации Величко в современном Азербайджане отмечает и Альтштадт.